# 鉄拳 3D プライム エディション
『鉄拳 3D プライム エディション』（てっけん スリーディー プライム エディション）は、バンダイナムコゲームスより2012年2月16日に発売されたニンテンドー3DS用ゲームソフト。

## 概要
任天堂プラットフォーム向けとしては2001年の『鉄拳アドバンス』（ゲームボーイアドバンス）以来、11年振りとなる鉄拳シリーズ。ゲーム本編と3D映画『鉄拳 ブラッド・ベンジェンス』を収録。
裸眼立体視で60fpsを実現している他、タッチパネルにコマンドを割り振ることができる。『鉄拳6』をベースとしているが、三島平八など一部キャラクターのモデル・モーションは『鉄拳タッグトーナメント2』のものを使用している。

## 開発
原田勝弘はアメリカのプロゲーマー大会・メジャーリーグゲーミングの観戦に行った際、『鉄拳』部門の観客層が成人男性を中心としていたことと、『大乱闘スマッシュブラザーズ』部門の観客層に近いことにヒントを得て、鉄拳シリーズの新作を3DSに向けて作ることにした。
また、ゲームを遊ぶ入り口として、ゲーム本編のほかにも、3D映画『鉄拳 ブラッド・ベンジェンス』が収録された。

## モード
SPECIAL SURVIVAL
1ラウンド先取の勝ち抜き戦。残り時間によって回復する体力が異なる。
勝ち抜く毎に入手出来る「鉄拳カード」は歴代シリーズのキャラクター画像やイラストを700枚以上用意されており、すれちがい通信で交換出来る。
VERSUS BATTLE
対戦モード。ローカルおよびインターネットに対応。
QUICK BATTLE
CPUキャラクター（全10人）との対戦。

## 登場人物
- ラース・アレクサンダーソン
- アリサ・ボスコノビッチ
- レオ
- ザフィーナ
- ミゲル
- ボブ
- 風間仁（かざま じん）
- 三島一八（みしま かずや）
- 三島平八（みしま へいはち）
- アーマーキング
- レイヴン
- クレイグ・マードック
- リリ
- セルゲイ・ドラグノフ

- ジュリア・チャン
- キング
- 風間飛鳥（かざま あすか）
- 馮威（フェン・ウェイ）
- ブライアン・フューリー
- 吉光（よしみつ）
- 凌暁雨（リン・シャオユウ）
- ジャック‐6（‐シックス）
- クリスティ・モンティロ
- 花郎（ファラン）
- マーシャル・ロウ
- ポール・フェニックス
- 雷武龍（レイ・ウーロン）
- 李超狼（リー・チャオラン）

- スティーブ・フォックス
- ニーナ・ウィリアムズ
- アンナ・ウィリアムズ
- 白頭山（ペク・トー・サン）
- ロジャーJr.（‐ジュニア）
- クマ／パンダ
- ブルース・アーヴィン
- 王椋雷（ワン・ジンレイ）
- 木人（もくじん）
- 巌竜（がんりゅう）
- エディ・ゴルド
- デビル仁（‐じん）

## 新規ステージ
Ancient Ruins
遺跡ステージ。
Bowling Alley Rooftop
ボウリング場の屋上ステージ。床壊しのステージギミックが可能で、内部が確認される。
Cathedral
大聖堂ステージ。
Desert Wasteland
夕日に照らされた砂漠ステージ。
Lotus Hall
蓮の花のオブジェがある、中国の施設ステージ。
Temple of the Dragon
龍の巨大な彫刻がある寺ステージ。
Wrecked Dojo
半壊した道場ステージ。
Zaibatsu Headquarters
三島財閥の施設ステージ。